# أريغارون باري
أريغارون باري (الاسم العلمي:Erigeron parryi) هو نوع من النباتات يتبع جنس الأريغارون من الفصيلة النجمية.